# Мартине, Чарльз
Чарльз Андре Мартине (англ. Charles Martinet, 17 сентября 1955) — американский актёр озвучивания, с 1995 года по 2023 год озвучивавший Марио в компьютерных играх одноимённой серии. Также снялся в ряде художественных фильмов и сериалов.

## Карьера
Он родился 17 сентября 1955 в Сан-Хосе, Калифорния, США. Во время проб на голос Марио, Чарльз подумал, что манера речи стереотипного итало-американского гангстера, как это было у предыдущих актёров, озвучивших Марио в мультсериала, пугала бы детей. По этому он решил дать Марио голос ребёнка. Его источником вдохновления был Петруччо из «Укрощения строптивой». Работая в Nintendo с 1992 года, Мартине начал озвучивать Марио на игровых выставках: на телевизионном экране изображалась трёхмерная голова Марио, которая разговаривала с посетителями, перемещаясь по экрану. Сам Мартине сидел в отдельном помещении и управлял изображением Марио с помощью системы захвата движения. Посетителей он мог видеть с помощью скрытой камеры. Подобная система называлась «Марио в реальном времени» (англ. Mario in Real-Time).
Первой компьютерной игрой, где Мартине озвучил Марио, стала вышедшая в 1995 году Mario’s Game Gallery (переизданная в 1998 году под именем Mario’s FUNdamentals). Однако хорошо узнаваемым его голос стал в 1996 году, когда в свет вышла Super Mario 64. Помимо Марио, Мартине озвучивал Луиджи, Варио, Валуиджи, Тоадсворта и других жителей Грибного королевства в большинстве игр, где появлялись эти персонажи. Также его голосом говорят некоторые антагонисты из Super Mario Advance. Голос Мартине звучит как в английских, так и в японских версиях игр, и везде озвучиваемые им герои говорят на английском языке. В 2023 году он озвучивал отца братьев Марио и Джузеппе в Братья Супер Марио в кино на английском, каталанском, финском, французском, итальянском, бразильском, испанском и вьетнамском версиях фильма.
21 августа 2023 года Nintendo объявила, что Чарльз прекратит озвучивать персонажей из игр Mario, но вместо этого он станет «послом Марио». Начиная с Super Mario Bros. Wonder его сменил актёр Кевин Афгани.

Мартине принимал участие и в других проектах. Он озвучил Вигоро в игре Skies of Arcadia, Гомункулуса в Shadow of Destiny, Лагерфельда в Resonance of Fate, Партурнакса в The Elder Scrolls V: Skyrim и других игровых персонажей. Также он снялся в ряде фильмов и сериалов, где играл преимущественно эпизодические роли. Среди них работы в фильмах «Смертельный список» (1988), «Девять месяцев» (1995), «Игра» (1997) и др.